# Kindervreugd
Kindervreugd is een speeltuin in het Nederlandse attractiepark de Efteling. De speeltuin is gelegen in Marerijk tussen het Volk van Laaf en Villa Volta. 

## Achtergrond
De speeltuin is grotendeels samengesteld uit traditionele speeltoestellen die teruggrijpen naar de oude speeltuin die vanaf 1935 op het Efteling-terrein te vinden was, en tot in de jaren '60 en '70 meermaals werd uitgebreid. Tot in 2007 Kindervreugd als "nostalgische speeltuin" werd geopend, waren veel van deze oudere speeltoestellen door de komst van latere uitbreidingen, zoals het Volk van Laaf in 1990 en de uitbreiding van het Anton Pieckplein in 2003, uit het park weggehaald. 
Lijst van attracties in de Efteling · Lijst van sprookjes in de Efteling · Afbeeldingen